# Podział administracyjny Kościoła katolickiego w Belgii
Podział administracyjny Kościoła katolickiego w Belgii – obecnie na terenie Belgii istnieje metropolia, w skład której wchodzi jedna archidiecezja i 7 diecezji. Ponadto istnieje ordynariat wojskowy.

## Lista diecezji

### Metropolia mecheleńsko-brukselska
- Archidiecezja mecheleńsko-brukselska
  - Diecezja antwerpska
  - Diecezja brugijska
  - Diecezja gandawska
  - Diecezja hasselcka
  - Diecezja Liège
  - Diecezja namurska
  - Diecezja Tournai